# أرسينويثيريوم

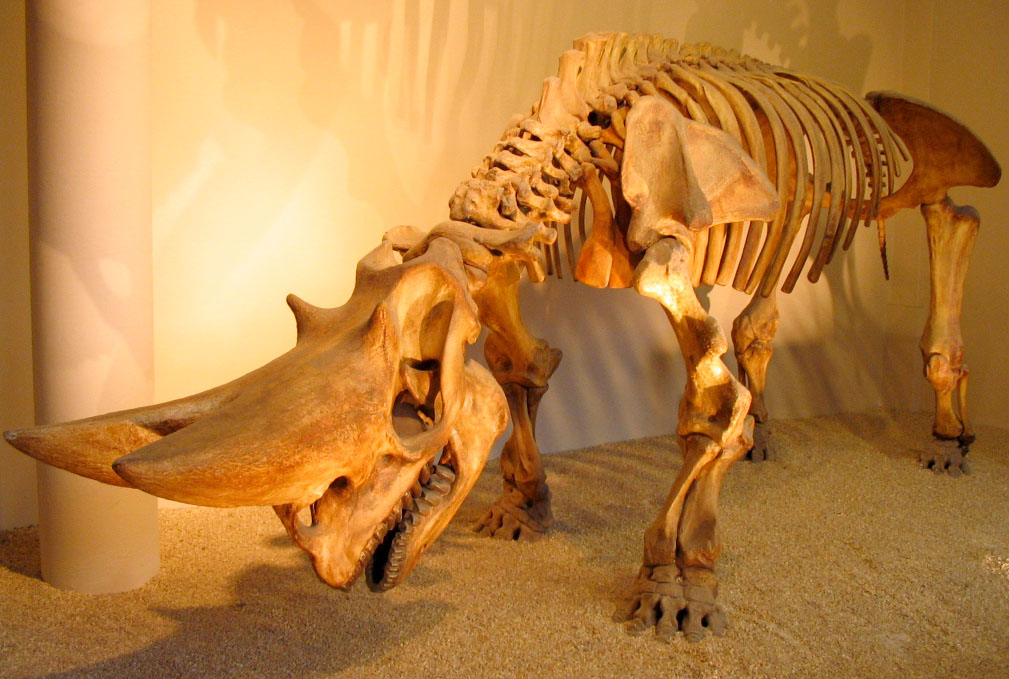
هيكل عظمي مركب لنوع أ.زيتلي. بمتحف التاريخ الطبيعي - لندن

أرسينوثيريوم (بالإنجليزية: Arsinoitherium)‏ هو جنس منقرض من أكلات الأعشاب وعاشت خلال أواخر عصر الإيوسين و عصر الأوليجوسين في وقت مبكر من شمال أفريقيا من 36 إلى قبل 30 مليون سنة، عثر عليه في مناطق الغابات الاستوائية وعلي هامش مستنقعات أيكة ساحلية , آخر نوع مكتشف حديثاً عاش في إثيوبيا قبل ~ 27 مليون سنة.

## الوصف

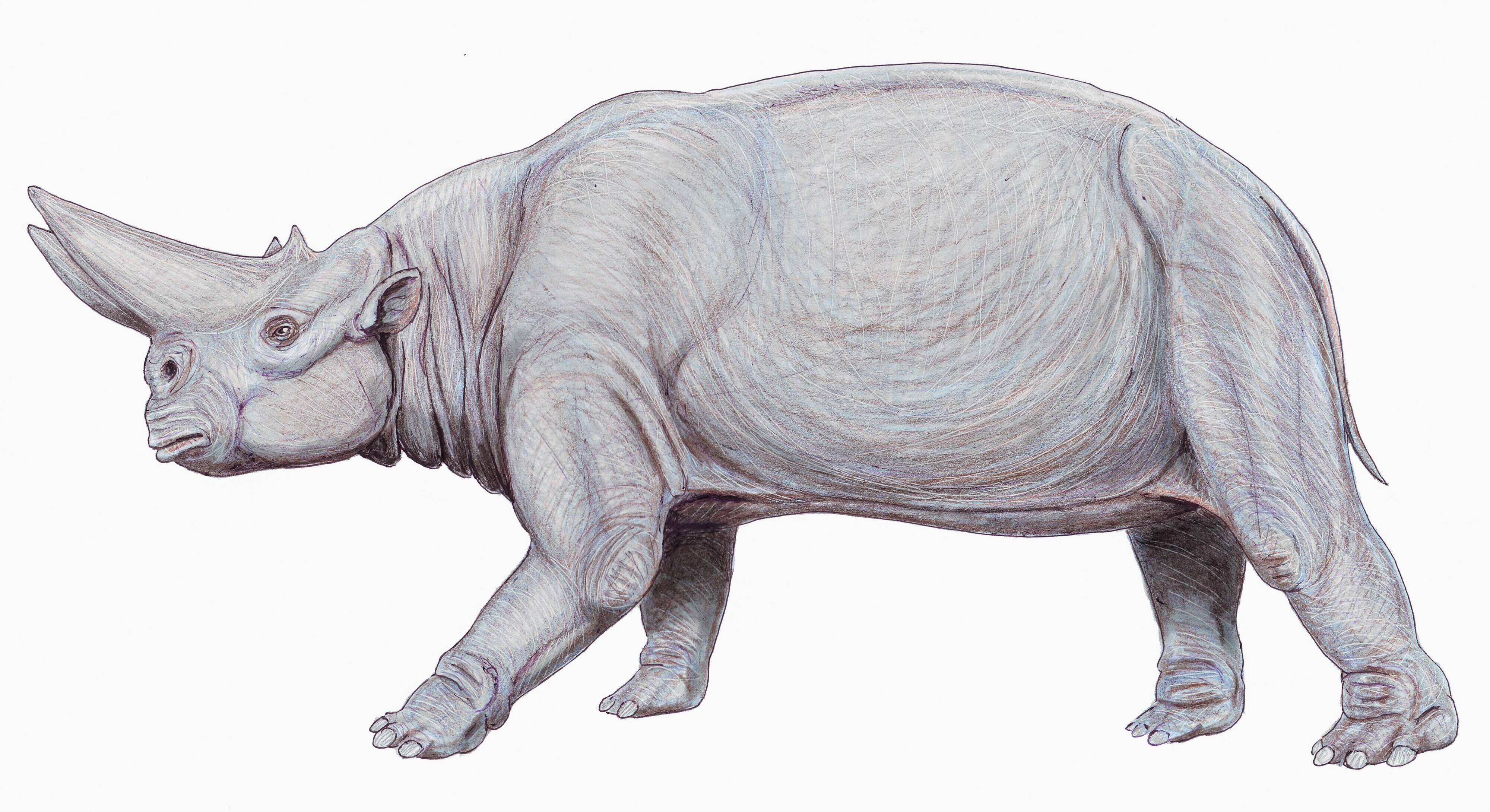
Restoration of A. zitteli

عندما كان على قيد الحياة، كان يمكن أن يشبه وحيد القرن سطحياً، وكان طولها حوالي 1.8 متر (5.9 قدم) عريضة الأكثاف , 3 متر (9.8 قدم) يبلغ وزنها أكثر من 2.5 طن، وأبرز ما تلاحظة في الأرسينويثيريوم هو زوج من القرون هائلة تشبه السكين مع نوي من العظام الصلبة فوق الأنف .

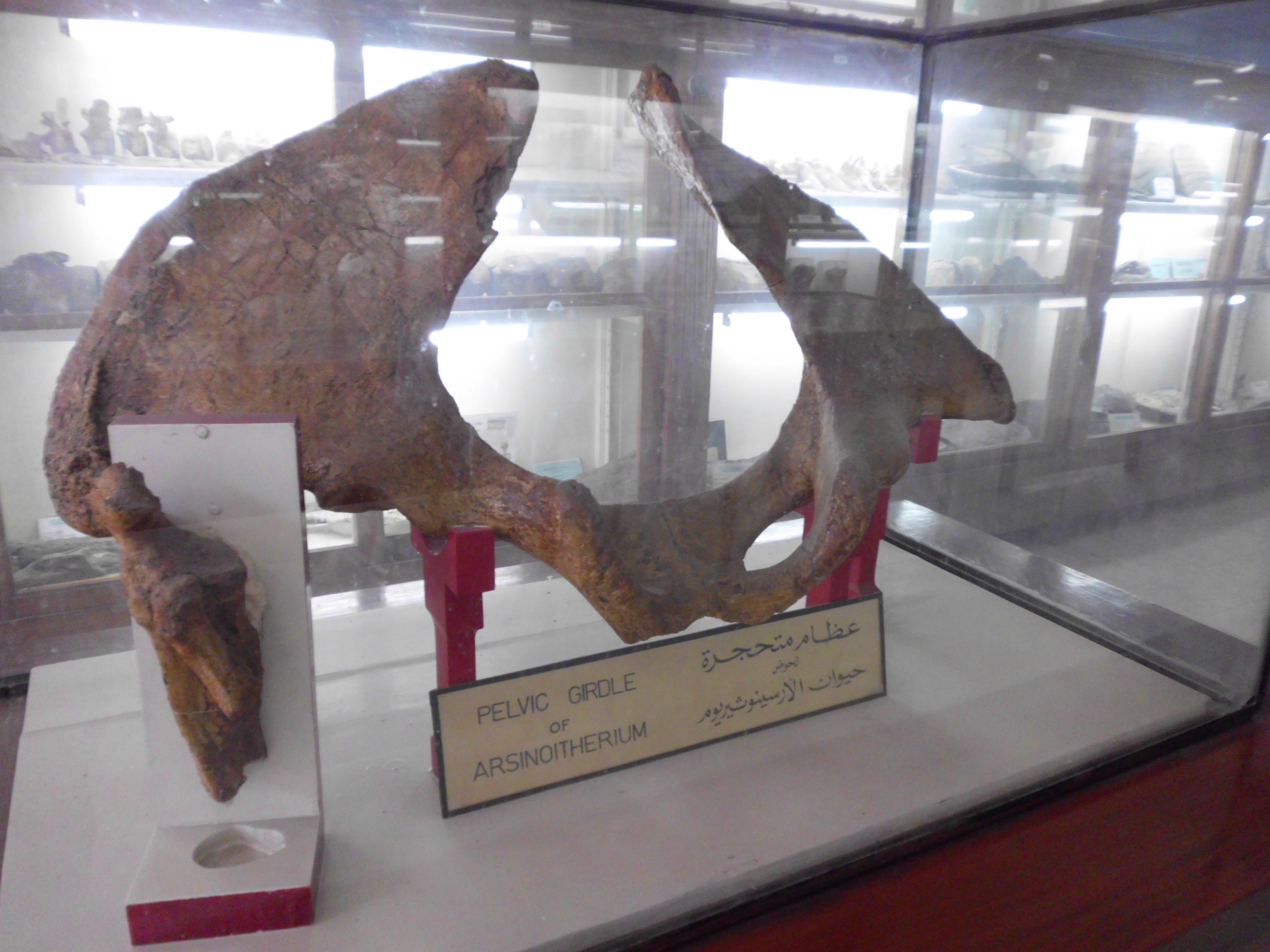
عظام متحجرة لحوض حيوان ارسينوثيريوم في المتحف الجيولوجي المصري

## وصلات خارجية
اكتشاف أحفورة للأرسينوثيريوم في سلطنة عمان PDF[وصلة مكسورة]